# Roni Lee
Roni Lee (urodzona jako Rhonda Lee Ryckman, 15 listopada 1956 w Los Angeles) – amerykańska gitarzystka, wokalistka, kompozytorka i autorka tekstów piosenek. Jest najbardziej znana z przynależności do punkowego zespołu Venus and the Razorblades w latach 1976-1978, jako gitarzystka i wokalistka.

## Życiorys
Jest współtwórczynią hitu koncertowego "I Wanna Be Where The Boys Are", nagranego przez żeńską grupę The Runaways na albumie Live in Japan.
Po rozpadzie Venus and the Razorblades, Roni występowała z Randym Californią i Edem Cassidy z zespołu Spirit oraz z Marsem Bonfire i Jerrym Edmontonem z zespołu Steppenwolf w późnych latach 70. XX wieku.